# Bedourie

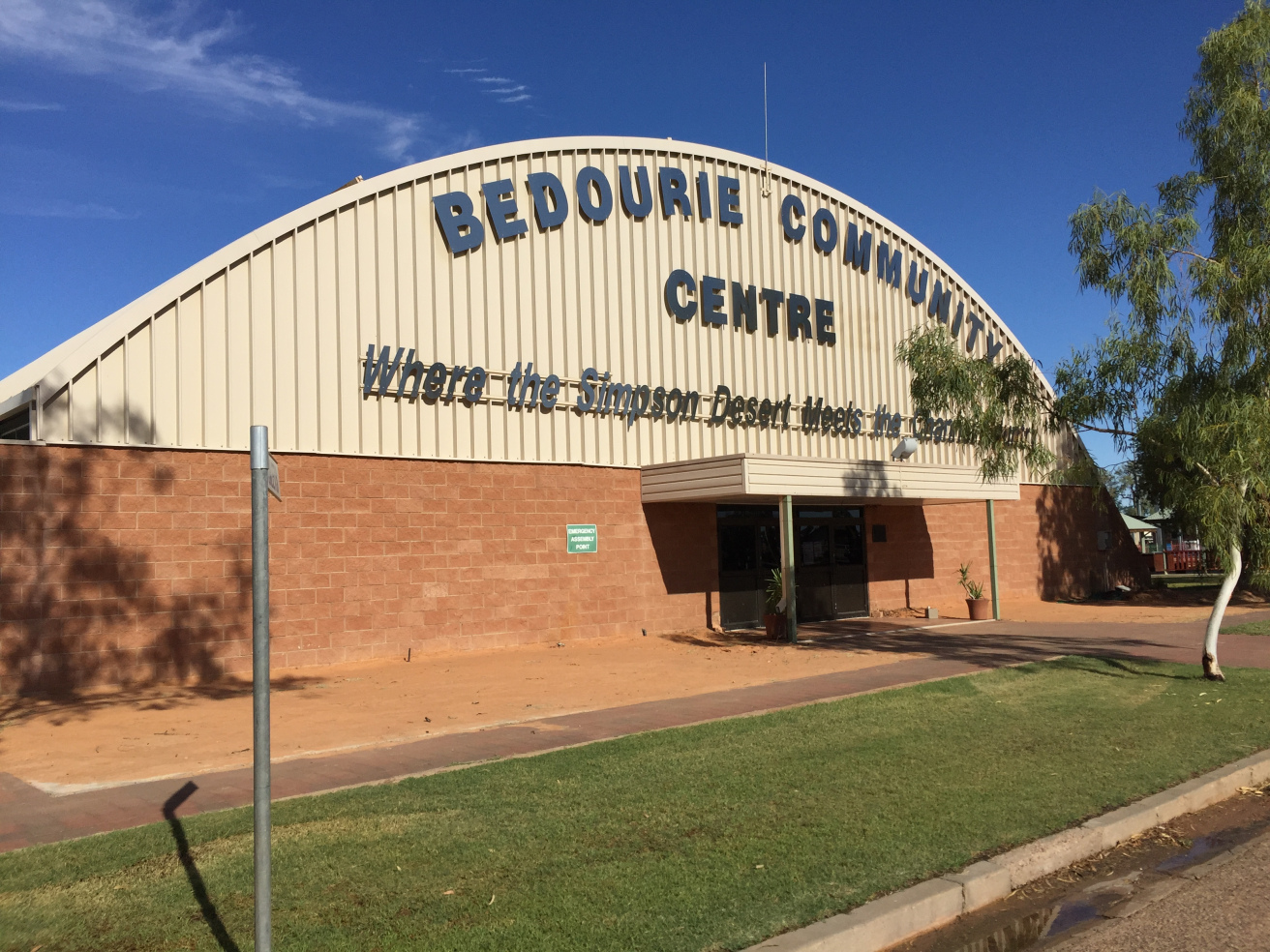
Bedourie Community Centre, 2016

Bedourie ist eine kleine Stadt im Channel Country von Central West Queensland, Australien. Sie liegt auf einer Sanddüne am Eyre Creek, etwa 1600 km westlich von Brisbane und 200 km nördlich von Birdsville. Bei der Volkszählung im Jahr 2021 lebten 150 Einwohner in Bedourie und Umgebung. Dreißig Jahre zuvor waren es lediglich 60 Menschen.
In Bedourie liegt das administrative Zentrum der Local Government Area Diamantina Shire, zu dem auch die beiden anderen Städte Birdsville und Betoota gehören. Im Jahr 1953 wurde der Verwaltungssitz von Birdsville nach Bedourie verlegt. 
Bereits in den 1880er Jahren wurde hier ein Hotel aus Lehmziegeln errichtet. Daneben gibt es in Bedourie eine Bücherei, ein Museum, einen Outback-Golfplatz, eine Touristeninformation, eine Rennstrecke und einen Flugplatz. Bei heftigen Überschwemmungen des Georgina River ist die Stadt über Monate nicht mehr auf dem Landweg zu erreichen.